# Ivo Pevalek
Ivo Pevalek (Novigrad Podravski, 8. svibnja 1893. - Zagreb, 9. siječnja 1967.) – hrvatski botaničar, doktor znanosti, akademik JAZU-a, sveučilišni profesor i dekan, zaslužan je za promoviranje zaštite prirode.
Rodio se u Novigradu Podravskom 8. svibnja 1893. Habilitirao je na Filozofskom fakultetu u Zagrebu 1923. iz sistematike i geobotanike. Bio je redovni profesor na Gospodarsko-šumarskom fakultetu u Zagrebu te dekan tog fakulteta u četiri navrata. Predavao je i na Veterinarskom fakultetu u Zagrebu.
Radio je na Hidrobiološkoj stanici u Lunz am Seeu u Austriji 1914. godine. Radio je i u Botaničkom muzeju u Berlinu 1921. i 1922. godine. Usavršavao se kod uglednog švicarskog botaničara Josiasa Braun-Blanqueta i sudjelovao u njegovim istraživanjima u Africi 1928. godine. Sudjelovao je i u međunarodnim botaničkim istraživanjima u Čehoslovačkoj, Poljskoj i Rumunjskoj te na mnogim međunarodnim konferencijama. Napisao je velik broj vrijednih znanstvenih radova.
Zahvaljujući njemu i njegovim istraživanjima, Plitvička jezera dobila su nacionalnu i svjetsku zaštitu. Zaslužan je za promoviranje zaštite prirode.
Bio je dopisni član JAZU-a od 1929. Odlikovan je ordenom rada II. reda 1960. godine.
Imenovao vrstu Gentiana bosnjakii (Pevalek) Pevalek ex Bosnjak, in Glasn. Hrvatsk. Prirod. Drustva, Zagreb. 1929-36, xli-xlviii. 50 (1936).

## Vanjske poveznice
- Ivo Pevalek Hrvatska tehnička enciklopedija, portal hrvatske tehničke baštine. LZMK